# Cretingham
Cretingham – wieś w Anglii, w hrabstwie Suffolk, w dystrykcie East Suffolk. Leży 6 km na północ od miasta Ipswich i 112 km na północny wschód od Londynu. Miejscowość liczy 200 mieszkańców.